# Desna (oblast de Vinnytsia)
Pour les articles homonymes, voir Desna (homonymie).
Desna (ukrainien : Десна) est une commune urbaine de l'oblast de Vinnytsia, en Ukraine. Elle compte 1 268 habitants en 2021.